# Johann Michael Heinze

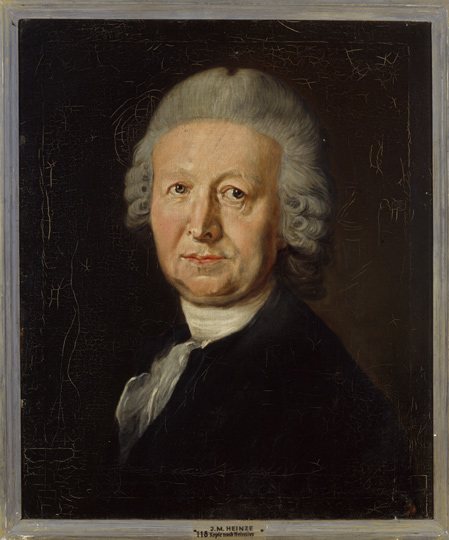
Johann Michael Heinze, Gemälde nach Johann Ernst Heinsius, 1790, Gleimhaus Halberstadt

Johann Michael Heinze (* 21. März 1717 in Langensalza; † 6. Oktober 1790 in Weimar) war ein deutscher Lehrer und Schulleiter.

## Leben
Johann Michael Heinze, der auch Mitglied der Deutschen Gesellschaft zu Göttingen war, wurde 1749 Konrektor der Michaelisschule in Lüneburg und 1753 deren Rektor. 1770 erhielt er den Ruf als Rektor an das Wilhelminum Ernestinum in Weimar und behielt diese Stelle bis zum Ende seines Berufslebens bei. An beiden Wirkungsorten verfasste er zahlreiche pädagogische Schriften. Bedeutung erlangten jedoch zu seiner Zeit seine Übersetzungen von Ciceros, Senecas und Demosthenes’ Werken. Seine lateinische Chrestomathia poetica fand bei Johann Matthias Gesner Gefallen und erlebte von 1755 bis 1787 drei Auflagen.
Friedrich Adolf von Heinze war sein Sohn.